# Лисенко Іван Якович
Іван Якович Лисенко (* ? — † 25 листопада 1699) — відомий військовий і політичний діяч 2-ї половини XVII століття, був Чернігівським (1669—1671), пізніше Переяславським полковником, згодом — наказним гетьманом; 1695 року брав участь в Азовських походах.
Батько Яків Лисенко (1-а половина XVII століття) брав активну участь у визвольній війні.
У травні 1672 року після скинення з гетьманства Дем'яна Многогрішного Іван Якович їздив до Москви з проєктом умов, на яких козацька старшина хотіла обрати нового гетьмана. У 1672—1676 роках — генеральний осавул. Брав участь у війнах проти Османської імперії 1677—1678 років, у 1690—1692 — полковник переяславський.
Власник різних маєтків і сіл у складі земель Переяславського полку, зокрема села Капустинці.
Прапрапрадід українського композитора, піаніста, диригента, педагога, громадського діяча — Миколи Лисенка.